# ناوگان خاور دور (بریتانیا)
ناوگان شرقی (Eastern Fleet) که بعدها ناوگان شرق هند (East Indies Fleet) و ناوگان خاور دور (Far East Fleet) نامیده شد یک ناوگان نیروی دریایی پادشاهی بریتانیا بود که در بازهٔ سال‌های ۱۹۴۱ تا ۱۹۷۱ فعالیت می‌کرد. در سال ۱۹۰۴، نخستین فرماندهٔ نیروی دریایی بریتانیا، سر جان فیشر دستور داد که در صورت وقوع جنگ باید سه نیروی مستقر در شرق هند، چین و استرالیا همگی به فرمان یک یگان به نام یگان شرقی که در سنگاپور مستقر است درآیند. در جریان جنگ جهانی اول این سه نیرو به صورت مستقل کار می‌کردند و یگان شرقی تنها یک عنوان عمومی بود اما در جنگ جهانی دوم و با آغاز حملات امپراتوری ژاپن یگان شرقی جدی شد و رسماً در ۸ دسامبر ۱۹۴۱ سه نیرو در هم ادغام شدند.
در آغاز جنگ، ناوگان شرقی بسیاری از کشتی‌ها و کارمندان نیروی دریایی دیگر کشورها مانند هلند، استرالیا، زلاندنو و آمریکا را شامل می‌شد اما در ۲۲ نوامبر ۱۹۴۴ ناوگان شرقی، عنوان ناوگان شرق هند را به خود گرفت و دگرگونی‌هایی در آن صورت گرفت. کشتی‌های باقی‌مانده در این ناوگان، ناوگان اقیانوس آرام بریتانیا را تشکیل دادند.
در دسامبر ۱۹۴۵ ناوگان اقیانوس آرام بریتانیا منحل شد و نیروهایش به ناوگان شرق هند پیوستند در ۱۹۵۲ ناوگان شرق هند به ناوگان خاور دور تغییر نام داد. پس از جنگ جهانی دوم ناوگان شرق هند تا سال ۱۹۵۸ به صورت یک نیروی مستقل به کار خود ادامه داد در ۱۹۷۱ ناوگان خاور دور منحل شد و نیروهایش به خانه بازگشتند.